# Adriaan Smets
Adriaan Smets (Valkenswaard, Países Baixos, 27 de agosto de 1867 – Roma, Itália, 31 de julho de 1947) foi um prelado holandês da Igreja Católica que trabalhou no serviço diplomático da Santa Sé.

## Biografia
Adriaan Smets nasceu em um vilarejo de Valkenswaard, uma cidade na Brabante do Norte, na Holanda, em 27 de agosto de 1867. Foi ordenado sacerdote em 24 de setembro de 1892.
Suas atribuições pastorais o levaram a trabalhar na jurisdição do Patriarca de Jerusalém, onde se tornou membro dos Cônegos da Igreja do Santo Sepulcro.
Após a queda do Império Otomano no final da Primeira Guerra Mundial e a consequente reorganização das jurisdições eclesiásticas, Smets serviu como Visitador Apostólico em Bagdá de 1919 a 1921.
Em 13 de janeiro de 1922, o Papa Bento XV o nomeou Delegado Apostólico na Pérsia (hoje Irã).
Em 2 de agosto, o Papa Pio XI o nomeou Arcebispo Titular de Gangra. Ele recebeu sua consagração episcopal em 28 de outubro do Cardeal Willem Marinus van Rossum.
Enquanto ocupava esse cargo diplomático, ele também serviu como Administrador Apostólico do Cáucaso, embora o controle bolchevique o tenha forçado a residir em Teerã, onde testemunhou o estabelecimento da Dinastia Pahlavi em 1925.
Em 1930 regressou a Roma, onde viveu até à sua morte, a 31 de Julho de 1947, com quase 80 anos de idade.